# Juliette Biao Koudénoukpo
Juliette Biao Koudénoukpo ancienne ministre dans le gouvernement du président Boni Yayi, est une fonctionnaire internationale, personnalité politique béninoise et première femme forestière d'Afrique de l'Ouest.

## Biographie

### Enfance et formations
Juliette Biao Koudénoukpo est titulaire d'une maîtrise en économie forestière, d'un doctorat en politique et administration publiques.

### Carrière
Juliette Biao Koudénoukpo est une ressortissante du Bénin et une citoyenne canadienne. Elle est la directrice et représentante régionale pour l'Afrique du Programme des Nations unies pour l'environnement,. Elle travaille pour maintes organisations internationales, dont le PNUD et l'UICN, l'Institut de Stockholm pour l'environnement, et des institutions internationales qui interviennent dans le domaine de l'environnement et qui ont pour but le développement durable et la réduction de la pauvreté. Elle conçoit, développe, gère et mobilise avec son équipe, des ressources de projets multi-pays dans de nombreux pays d'Afrique occidentale, australe, orientale et centrale.
À la suite d'un remaniement ministériel opéré par Boni Yayi le 17 juin 2007, elle entre au gouvernement et occupe le poste de ministre de l'Environnement et de la Protection de la nature,,. Elle a également assumé le rôle de ministre de la Famille et de l'Enfant par intérim.